# Astragalus dschuparensis
Astragalus dschuparensis es una especie de planta del género Astragalus, de la familia de las leguminosas, orden Fabales.

## Distribución
Astragalus dschuparensis se distribuye por Irán.

## Taxonomía
Fue descrita científicamente por Freyn & Bornm. Fue publicado en Bulletin de l'Herbier Boissier 5: 600 (1897).
Sinonimia
- Astragalus rahensis dehbakriensis Sirj. & Rech. fil.